# Losse
Losse (gaskonsko Lòssa) je naselje in občina v francoskem departmaju Landes regije Akvitanije. Naselje je leta 2009 imelo 261 prebivalcev.

## Geografija
Kraj leži v pokrajini Gaskonji 46 km severovzhodno od Mont-de-Marsana.

## Uprava
Občina Losse skupaj s sosednjimi občinami Arx, Baudignan, Betbezer-d'Armagnac, Créon-d'Armagnac, Escalans, Estigarde, Gabarret, Herré, Lagrange, Lubbon, Mauvezin-d'Armagnac, Parleboscq, Rimbez-et-Baudiets in Saint-Julien-d'Armagnac sestavlja kanton Gabarret s sedežem v Gabarretu. Kanton je sestavni del okrožja Mont-de-Marsan.

## Zanimivosti
- cerkev Notre-Dame de Losse,
- romanska cerkev sv. Jurija iz 11. do 17. stoletja, Lussolle.